# Jerlan Ydyryssow

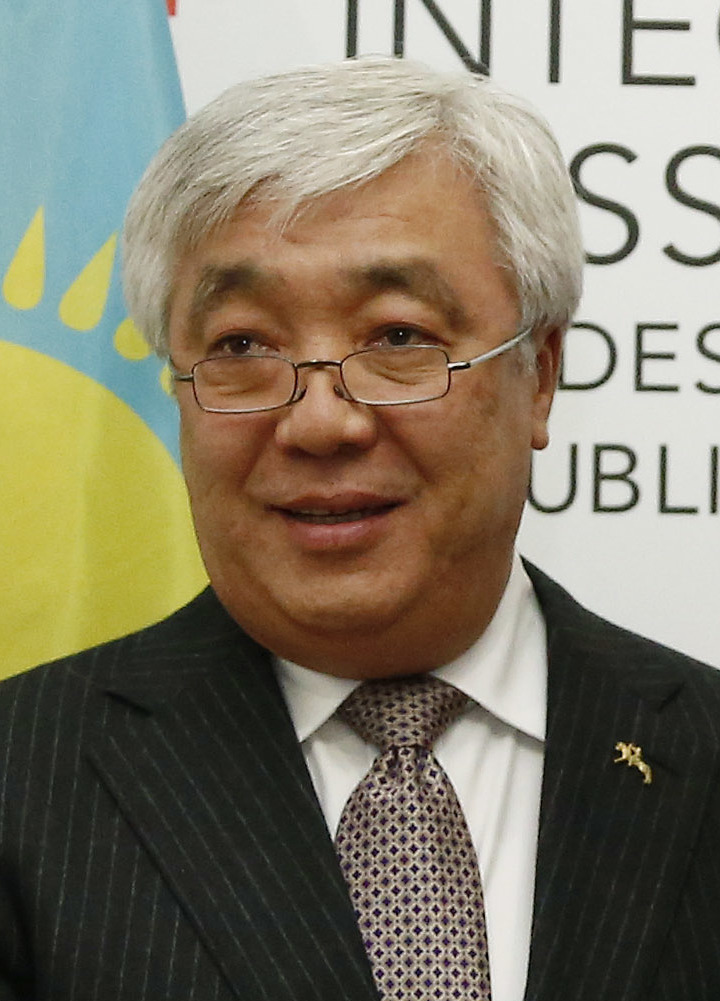
Jerlan Abilfaisowitsch Ydyryssow, 2015

Jerlan Äbilfajysuly Ydyryssow (kasachisch Ерлан Әбілфайызұлы Ыдырысов/Jerlan Äbilfajysuly Ydyryssow, russisch Ерлан Абильфаизович Идрисов/Jerlan Abilfaisowitsch Idrissow; * 28. April 1959 in Qarqaraly, Kasachische SSR) ist ein kasachischer Politiker und Diplomat. Er war von 1999 bis 2002 und von 2012 bis 2016 kasachischer Außenminister. 

## Biografie
Jerlan Ydyryssow wurde am 28. April 1959 in Qarqaraly im Gebiet Qaraghandy in Kasachstan geboren. Von 1976 bis 1981 studierte er am staatlichen Moskauer Institut für Internationale Beziehungen Wirtschaftsbeziehungen sowie die Sprachen Urdu und Englisch. Seit 1985 war er beim Außenministerium der kasachischen Sowjetrepublik beschäftigt und Leiter des Presse- und Informationsamtes der Kasachischen SSR.
Im Jahr 1991 war er Mitarbeiter der Botschaft der Sowjetunion in Indien. 1992 wurde er 1. Sekretär und Abteilungsleiter im Ministerium für auswärtige Angelegenheiten von Kasachstan. Danach wurde er zum 1. Sekretär der ständigen Vertretung Kasachstans bei den Vereinten Nationen. 1995 bis 1996 war er beim kasachischen Außenministerium angestellt und die darauffolgenden zwei Jahre war er Berater der kasachischen Präsidenten Nursultan Nasarbajew in internationalen Angelegenheiten.
Zum Außenminister der Republik Kasachstan wurde er 1999 ernannt. Dieses Amt bekleidete er bis 2002, bevor er erneut stellvertretender Außenminister wurde. Am 14. Juni 2002 wurde er außerordentlicher und bevollmächtigter Botschafter von Kasachstan in Großbritannien. Am 2. Dezember 2002 wurde er außerdem zum Botschafter Kasachstans in Schweden, Norwegen und Irland ernannt. Diese Ämter hatte er bis 2007 inne.
Vom 4. Juli 2007 an war er Botschafter Kasachstans in den Vereinigten Staaten und seit dem 11. September 2007 auch Botschafter in Brasilien.
Seit dem 28. September 2012 war er Außenminister Kasachstans unter Premierminister Serik Achmetow, nach dem der bisherige Premierminister Kärim Mässimow freiwillig von seinem Amt zurücktrat. Seit Februar 2017 ist er erneut Botschafter im Vereinigten Königreich.
Ydyryssow ist mit Nurilla Anarbekqysy Ydyryssowa verheiratet und hat zwei Söhne und eine Tochter.

## Orden und Ehrenzeichen
- Orden Kurmet
- Orden Parasat
- Medaille „Astana“
- Medaille „10 Jahre Astana“
- Medaille „10 Jahre Unabhängigkeit der Republik Kasachstan“
- Medaille „10 Jahre Verfassung von Kasachstan“
- Medaille „10 Jahre Parlament der Republik Kasachstan“
- Medaille „20 Jahre Unabhängigkeit der Republik Kasachstan“